# Heudicourt (Somme)
Heudicourt é uma comuna francesa na região administrativa de Altos da França, no departamento de Somme. Estende-se por uma área de 12,71 km². Em 2010 a comuna tinha 520 habitantes (densidade: 40,9 hab./km²).